# براد ويليامسون
براد ويليامسون هو لاعب هوكي الجليد كندي، ولد في 9 مارس 1977 في ثاندر باي في كندا.

## وصلات خارجية
- براد ويليامسون على موقع دوري الهوكي الوطني (الإنجليزية)
- براد ويليامسون على موقع EliteProspects.com (الإنجليزية)
- براد ويليامسون على موقع HockeyDB.com (الإنجليزية)